# Babna Polica
Babna Polica este o localitate din comuna Loška dolina, Slovenia, cu o populație de 11 locuitori.